# Phare de Bonilla
Le phare de Bonilla est un phare situé sur Bonilla Island, British Columbia (en), une petite île au nord du Détroit d'Hecate, dans le District régional de Skeena-Queen Charlotte (Province de la Colombie-Britannique), au Canada. 
Ce phare est géré par la Garde côtière canadienne .

## Histoire
La première station de signalisation datait de 1927. C'était une petite balise sur un mât érigée sur la petite île Bonilla, au nord-ouest de Banks Island sur le côté nord-ouest du détroit d'Hecate. L'île est reconnaissable grâce à son sommet culminant, Dome Hill, à 232 m au-dessus du niveau de la mer et bien connu des marins.
Le nouveau phare, construit en 1960, est la station légère la plus nouvelle de la Colombie-Britannique.

## Description
Le phare est une tour cylindrique en fibre de verre, avec galerie et lanterne rouge, de 10 m de haut. Deux maisons d'un étage pour les deux gardiens complètent la station légère.
Il émet, à une hauteur focale de 36,5 m, un éclat blanc ou rouge (selon la direction) toutes les 5 secondes. Sa portée nominale n'est pas connue. 
Ce phare n'est pas accessible au public.
Identifiant : ARLHS :CAN-050 - Amirauté : G-5748 - NGA : 113528 - CCG : 0734 .

### Lien connexe
- Liste des phares de la Colombie-Britannique